# Egenværdi, egenvektor og egenrum
Indenfor matematikken, primært lineær algebra, er en egenvektor af en transformation defineret som en vektor der har uændret retning efter denne transformation. Egenværdien er det antal gange vektoren er blevet skaleret efter den tilsvarende transformation, og sidst men ikke mindst defineres et egenrum som en mængde af egenvektorer med fælles egenværdi.

## Egenværdiproblemet
Normalt formaliserer man de tre begreber ved det såkaldte egenværdiproblem, som blot er en matematisk skrivemåde der samler informationerne i en enkelt ligning:
{\displaystyle \mathbf {A} \cdot \mathbf {x} =\lambda \cdot \mathbf {x} }
Dette er altså ligningen for en lineær afbildning, med en matrix A ganget med en vektor x, som tilsammen giver et multiplum af vektoren x. Netop det at vektoren giver et antal gange af sig selv er selve "problemet".
Lambda (λ) kaldes for egenværdien, generelt egenværdierne, da der typisk er lige så mange egenværdier, som der er rækker i matricen. x kaldes for egenvektoren til de respektive egenværdier λ.

## Fremgangsmåde
Det er muligt at bestemme egenværdier og egenvektorer for en vilkårlig matrix, ud fra en ganske bestemt algoritme, som i princippet indeholder ganske få beregninger. Rækkefølgen foregår således at man først finder frem til egenværdierne, for derefter at finde frem til de dertil hørende egenvektorer. Egenværdierne kommer ud af det såkaldte karakteristiske polynomium til matricen A hvor karakterligningen, som den også kaldes, udtrækkes på denne måde:
{\displaystyle \det(\mathbf {A} -\mathbf {I} \cdot \lambda )=0}
I formlen betegner A altså matricen angivet fra før. I betegner en enhedsmatrix af samme størrelse som A, og når λ ganges på enhedsmatricen svarer det altså tilsammen til at vi trækker λ fra i diagonalen på A. Man tager nu determinanten af denne matrix. Dette betyder altså også at et krav til matricen skal finde egenværdier til, skal være kvadratisk. Denne ligning, som er et polynomium af en grad svarende til størrelsen på matricen, sættes lig nul hvor løsningerne til ligningen svarer til egenværdierne. Egenvektorerne findes herefter vha. følgende formel, hvor x er det vi kalder egenvektoren:
{\displaystyle (\mathbf {A} -\mathbf {I} \cdot \lambda )\cdot \mathbf {x} =0}